# Pentaho
Pentaho è un'impresa statunitense con sede a Orlando (Florida) fondata nel 2004 che offre una suite di prodotti software di Business Intelligence chiamata Pentaho Business Analytics e fornisce servizi di integrazione dati, OLAP, reportistica, cruscottistica, data mining e ETL.
Pentaho è stata acquisita da Hitachi Data Systems nel 2015 e nel 2017 è diventata parte di Hitachi Vantara.

## Prodotti

### Applicativi server
Questa serie di software è offerta sia in versione aziendale (Enterprise edition) che nella Community Edition.
- Pentaho BI Platform
- Mondrian (analysis services) 3.7
- Pentaho Dashboard Designer (PDD)
- Pentaho Analysis (PAZ)
- Pentaho Interactive Reporting (PIR)
- Pentaho Data Access Wizard
- Pentaho Mobile

### Applicativi desktop
- Pentaho Data Integration 6.0 (PDI)
- Pentaho for Big Data
- Pentaho Report Designer (PRD)
- Pentaho Data Mining
- Pentaho Metadata Editor (PME)
- Pentaho Aggregate Designer (PAD)
- Pentaho Schema Workbench (PSW)
- Pentaho Design Studio (PDS)

### Applicativi estensioni server open source e gestiti dalla comunità
- Ctools
- Community Charting Components (CCC)
- Community Build Framework (CBF)
- Community Data Access (CDA)
- Community Data Browser (CDB)
- Community Distributed Cache (CDC)
- Community Data Generator (CDG)
- Community Data Validation (CDV)
- Community Graphics Generator (CGG)
- Community Dashboard Editor (CDE)
- Community Dashboard Framework (CDF)
- Community Startup Tabs (CST)
- Saiku 2.4
- Saiku-Reporting 1.0

## Licenze
Pentaho segue il modello di business open core. Fornisce due versioni differenti della suite Pentaho Business Analytics: una versione community e una aziendale.
La versione aziendale deve essere acquistata con un modello d'abbonamento; in particolare un abbonamento annuale include supporto, servizi e aggiornamento del prodotto ed è disponibile con una licenza commerciale.
Questa versione comprende 3 varianti: Basic, Professional ed Enterprise.
La versione community è un prodotto libero e open source sotto licenza GNU General Public License 2.0 (GPLv2), GNU Lesser General Public License 2.0 (LGPLv2) e Mozilla Public License 1.1 (MPL 1.1).